# جاكي آرثر
جاكي آرثر (بالإنجليزية: Jackie Arthur)‏ (14 ديسمبر 1917 في المملكة المتحدة - 19 نوفمبر 1986 في المملكة المتحدة) هو لاعب كرة قدم بريطاني (وحمل سابقاً جنسية المملكة المتحدة لبريطانيا العظمى وأيرلندا) في مركز جناح ‏. لعب مع بلاكبيرن روفرز وستوكبورت كونتي ونادي إيفرتون ونادي روتشديل ونادي ريكسهام ونادي تشستر سيتي.